# Католицька церква в Чорногорії

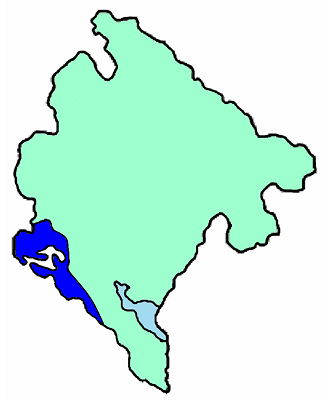
Карта Чорногорії
Дієцезія Котора
Архідієцезія Бару

Католицька церква Чорногорії — частина всесвітньої Католицької церкви. Католицизм — третя за поширеністю релігія в країні після православ'я й ісламу. За даними загальнонаціонального перепису 2003 року католиками себе вважають 21 972 осіб або 3,5 % загального населення країни. За даними сайту catholic-hierarchy.org у 2004 році число католиків країни становило 21 512 осіб.

## Сучасний стан
Згідно з даними перепису населення 2003 року католики Чорногорії розподіляються за етнічною ознакою так:
- 8 126 албанців (36,98 %)
- 6 811 хорватів (31 %)
- 5 000 чорногорців (22,76 %)
- 2 035 інші національності (9,26 %)
- Всього: 21 972 людини

Переважна більшість чорногорського католицького населення належить до латинського обряду.

## Історія

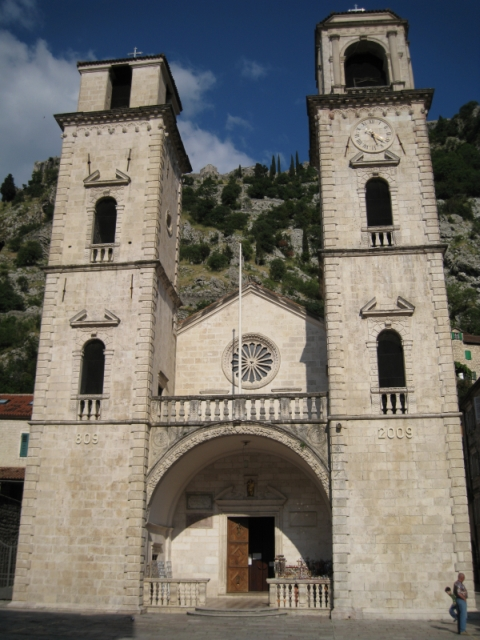
Собор Святого Трифона в Которі

Історія католицизму в Чорногорії в основному пов'язана з портовими містами морського узбережжя. У IX столітті в місті Бар (Антивари) була заснована латинська єпархія, сторіччям пізніше з'явилася єпархія в Которі (Каттаро). У 1034 році Барській дієцезії присвоєно статус архідієцезії. Міста навколо Которської затоки, багато разів переходили від однієї держави до іншої — ними володіли Візантія, Сербія, Венеція; деякий час Котор був незалежним містом-республікою. У Которі та інших приморських містах зводилися як православні, так і католицькі храми і монастирі. У 1166 році в Которі побудований Собор Святого Трифона, в XIII столітті — домініканський та францисканський монастирі.
У 1571 році Бар перейшов з рук венеційців до Османської імперії, після чого архієпископ Бару був убитий. У 1648 році турки влаштували в Барі погром, після якого багато католиків були змушені під страхом смерті прийняти іслам. У 1671 році архієпископом Бару був призначений Андрія Змаєвич.
У XIX столітті Чорногорія стала незалежною, в 1886 році було укладено конкордат між Чорногорією та Святим Престолом. У 2006 році Чорногорія була проголошена незалежною державою, у 2011 році прем'єр-міністр країни Ігор Лукшич і папа Бенедикт XVI підписали угоду, в якій обумовлюється юридичний статус та права Католицької церкви в Чорногорії.
У деяких храмах Бару і Котора були встановлені як православні, так і католицькі вівтарі — тут велися служби за двома обрядами (деякі такі церкви діють донині), наприклад це храм св. Луки в Которі (1195 рік)

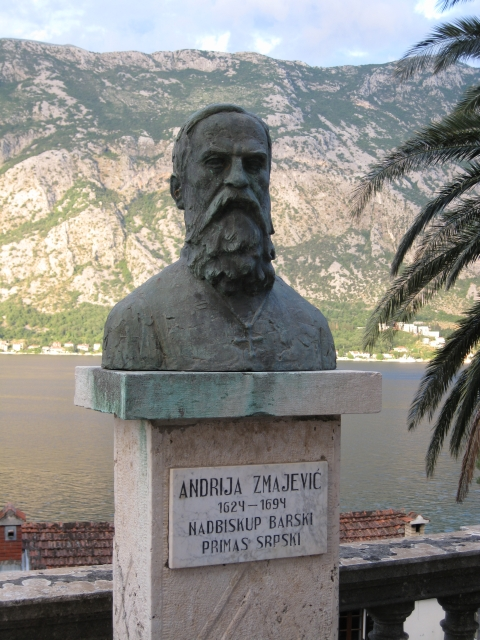
Бюст архієпископа Бару і примаса Сербії Андрії Змаєвича перед храмом у Прчані

## Структура
Католицька церква в країні включає в себе Архієпархію Бару та єпархію Котора. Барська архієпархія не підпорядкована ніякій митрополії та знаходиться в прямому управлінні Святого Престолу. Її глава носить почесний титул примаса Сербії. Діоцезія Котора суфраганна по відношенню до митрополії Спліт-Макарська в сусідній Хорватії. Кафедральним собором Барської архієпархії є Собор Непорочного Зачаття Пресвятої Діви Марії, Которської дієцезії — Собор Святого Трифона. Собору Святого Трифона присвоєно почесний титул «малої базиліки».
Нечисленні Греко-католики Чорногорії підпорядковані локальним латинським єпархіях.
Статистика по єпархіях (дані 2012 року):
| Єпархія           | Єпархія                     | Статус                              | Митрополія          | Обряд      | Число католиків | Число священиків | Число парафій | Голова                         | Кафедральний собор                                   | Примітки      |
| Архідієцезія Бару | Archidioecesis Antibarensis | Архієпархія прямого підпорядкування |                     | Латинський | 11 227          | 14               | 19            | Зеф Гаші (Zef Gashi), S. D. B. | Собор Непорочного Зачаття Пресвятої Діви Марії (Бар) | примас Сербії |
| Діоцезія Котора   | Dioecesis Catharensis       | Єпархія                             | Сплітсько-Макарська | Латинський | 10 000          | 16               | 25            | Ілля Янич (Ilija Janjic)       | Собор Святого Трифона (Котор)                        |               |